# Širál

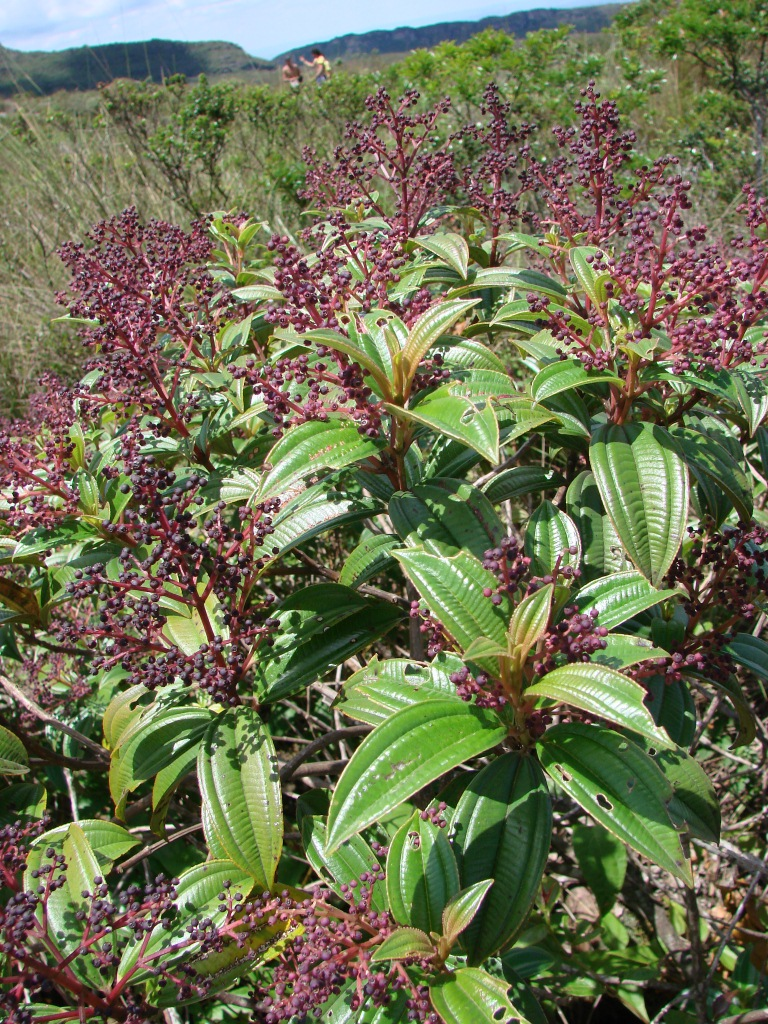
Miconia theizans s plody

Širál (Miconia) je rod rostlin z čeledi melastomovité. Jsou to keře a stromy se vstřícnými jednoduchými listy s charakteristickou žilnatinou a s drobnými bílými nebo růžovými květy v latovitých květenstvích. Plodem je bobule. Je to největší rod čeledi melastomovité, zahrnující asi 1200 druhů rozšířených v Latinské Americe a na Floridě. Nejvíce druhů je v tropických Andách.
Některé druhy mají jedlé plody nebo jsou využívány v domorodé medicíně. Druh Miconia calvescens je ve vlhkých tropech pěstován jako okrasná rostlina a je to zejména v Tichomoří silně invazní druh.

## Popis
Širály jsou keře a stromy, výjimečně i dřevnaté liány. Některé druhy mají opěrné pilíře u paty kmene nebo výrazně papírovitě odlupčivou kůru. Listy jsou jednoduché, vstřícné, řapíkaté, celokrajné nebo zubaté, s charakteristickou žilnatinou, tvořenou několika hlavními žilkami jdoucími od báze k vrcholu a pospojovaných výraznými, příčnými, paralelními žilkami. Charakteristický je bílý nebo hnědavý rub listů. Květy jsou poměrně drobné, většinou čtyř nebo pětičetné, uspořádané nejčastěji ve vrcholových latách. U některých druhů jsou květenství klasovitě nebo klubkovitě stažená. Kalich je džbánkovitý, zvonkovitý nebo kulovitý, zakončený mělkými laloky nebo uťatý. Za plodu bývá vytrvalý. Koruna je bílá nebo řidčeji růžová, korunní lístky jsou obvejčité nebo podlouhlé. Tyčinky jsou stejné nebo nestejné. Spojidlo prašníků může být s přívěskem či bez přívěsku nebo je na vrcholu prodloužené. Semeník je polospodní nebo spodní a obsahuje nejčastěji 5, řidčeji 2 až 10 komůrek. Plodem je bobule.

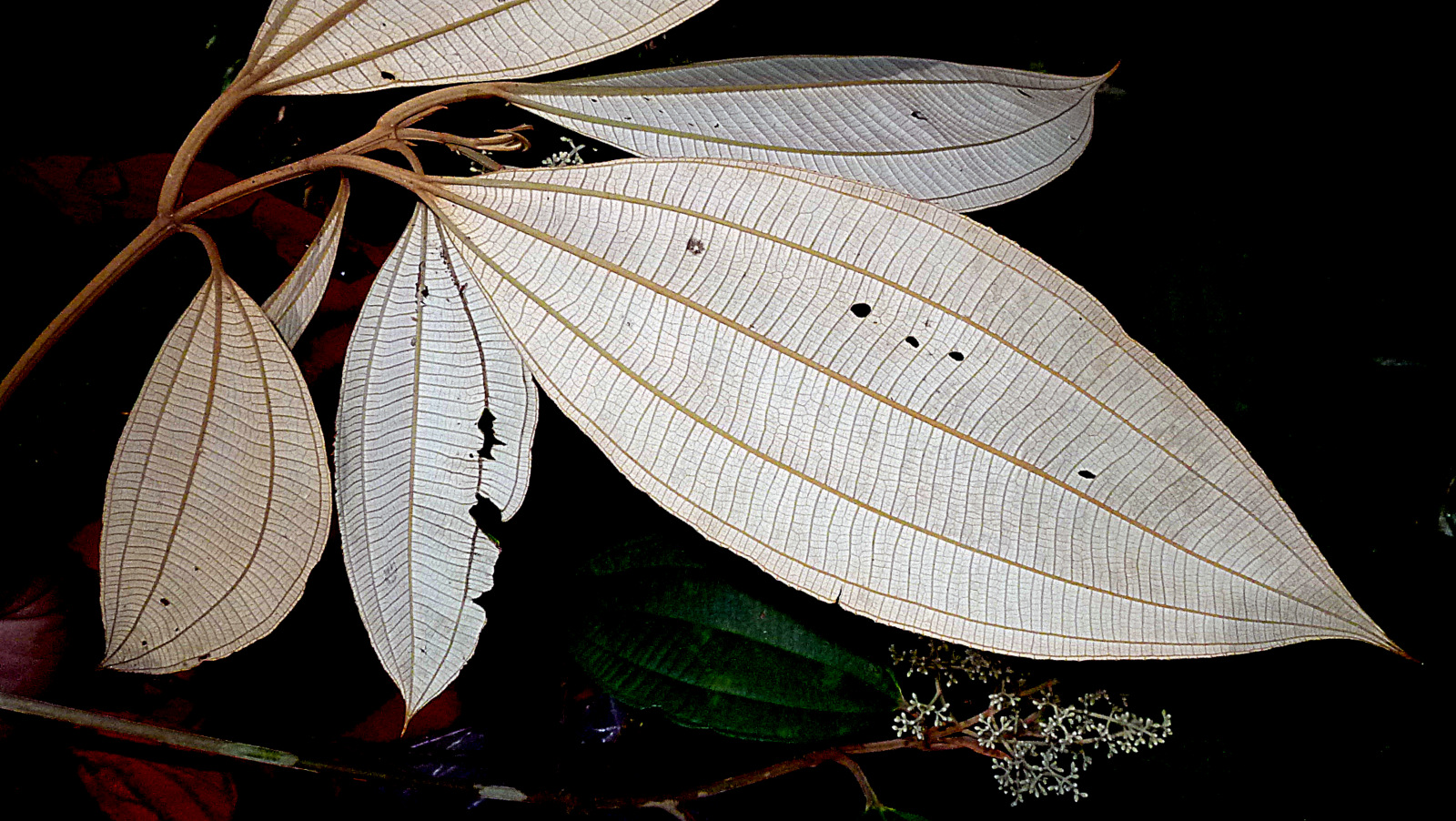
Spodek listu Miconia hypoleuca
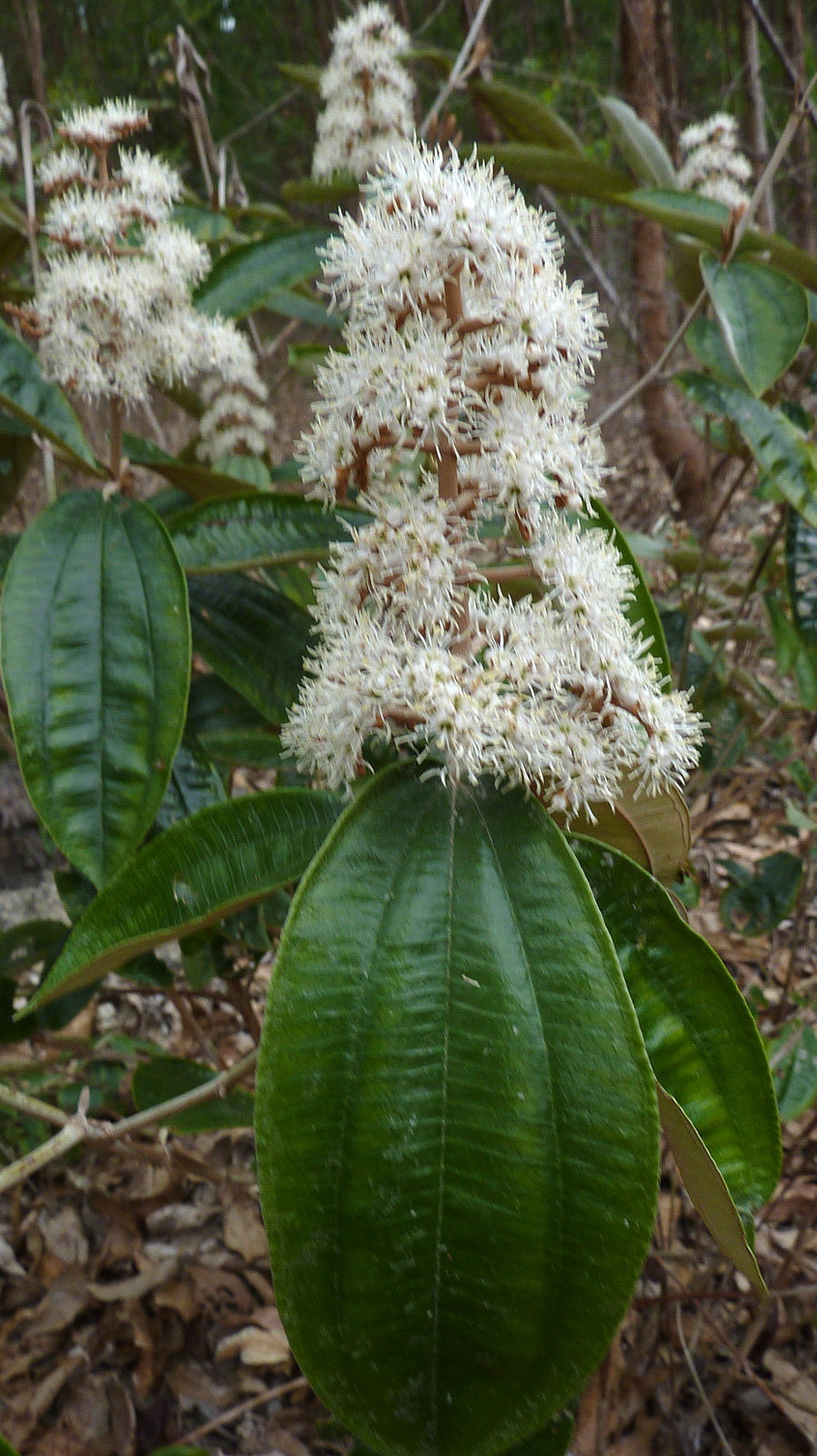
Kvetoucí Miconia amoena
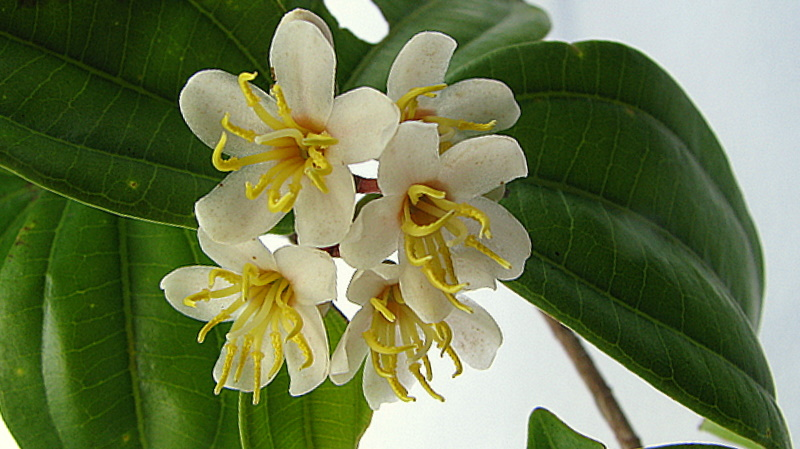
Květy Miconia jucunda
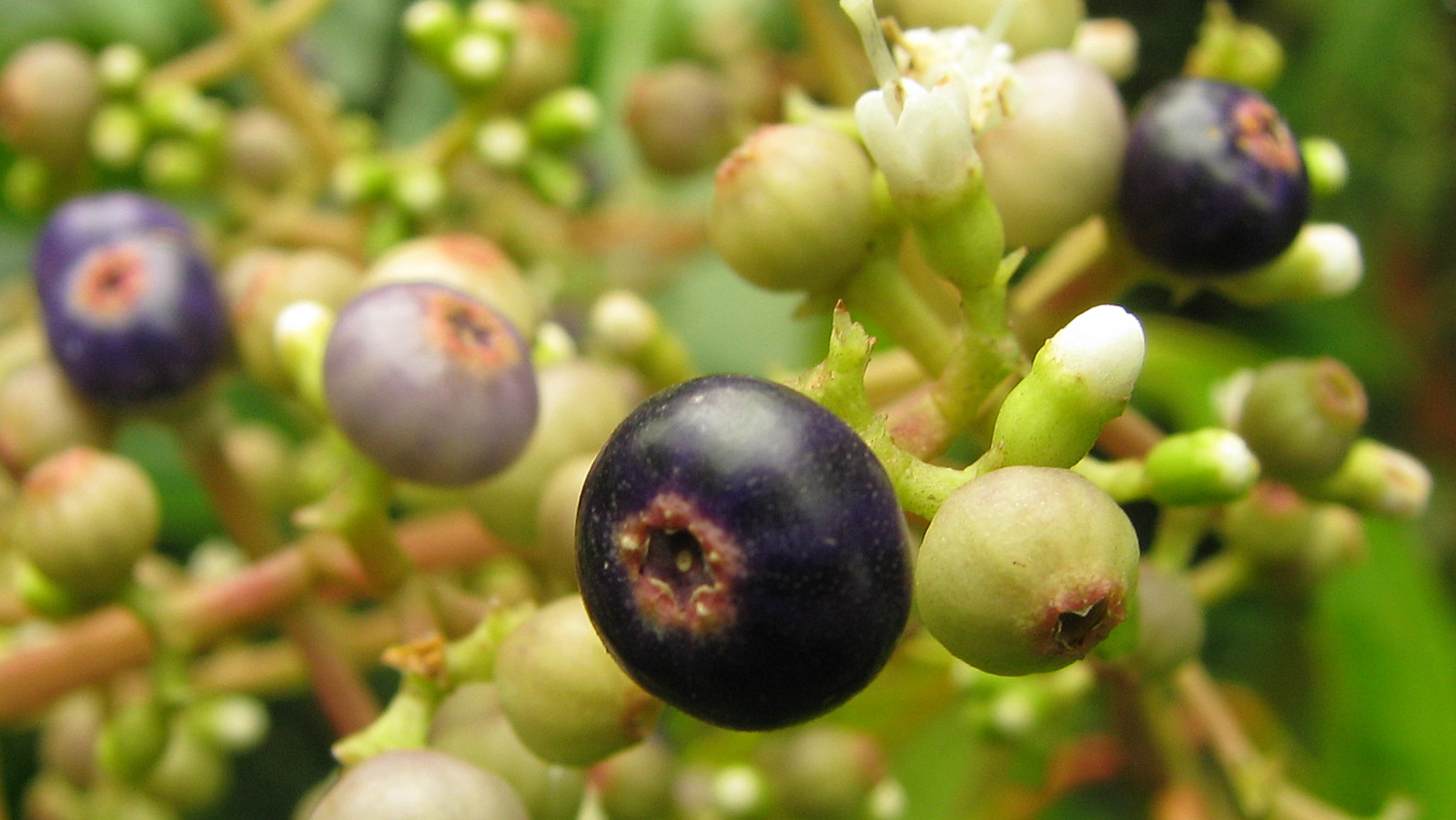
Miconia prasina s plody

## Rozšíření
Rod širál je největším rodem čeledi melastomovité a jeden z největších amerických rodů vyšších rostlin vůbec. Zahrnuje asi 1200 druhů a je rozšířen v Americe od Floridy (Miconia bicolor) na jih až po severní Argentinu. Největší druhové diverzity dosahuje v oblasti tropických And.
Širály nejčastěji rostou jako keře a malé stromy v podrostu nížinných nebo horských tropických deštných lesů a tvoří v tropické Americe jeho charakteristickou součást. Některé druhy jsou však mohutné (např. Miconia cinnamomifolia, Miconia poeppigii) a v některých případech dokonce i emergentní stromy. Některé druhy se v Andách vyskytují nad hranicí lesa ve vegetační formaci zvané páramo. Mohou zde nabývat i velmi zakrslých forem, habitem podobných evropské vrbě bylinné. Příkladem takového druhu je Miconia chionophila, rozšířená ve vysokých polohách od Kostariky po Bolívii.

## Ekologické interakce
Na širálech se živí housenky babočkovitého motýla Adelpha serpa, martináče Periphoba arcaei, lišaje Madoryx pluto a různých drobnějších druhů můr.

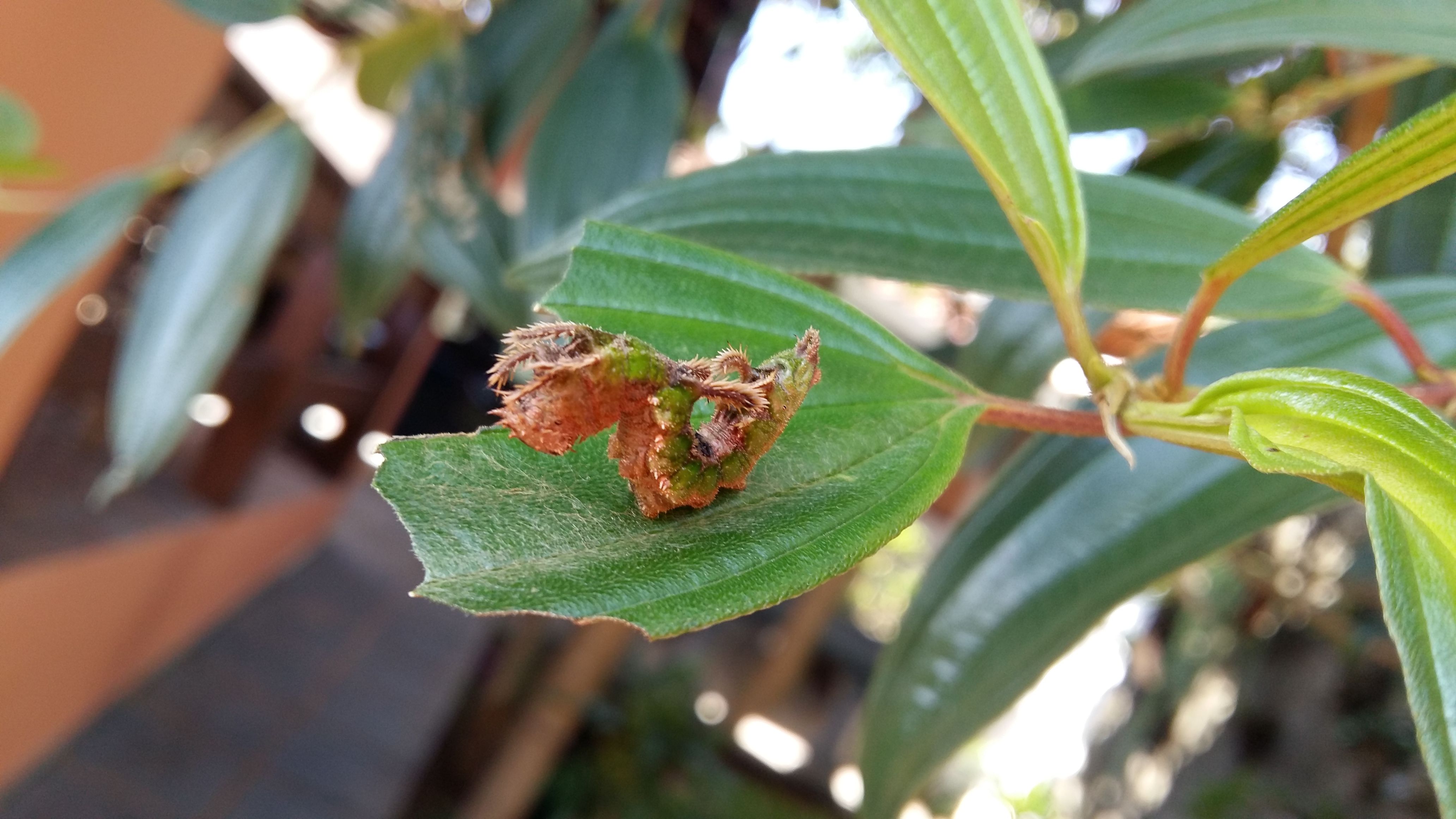
Housenka Adelpha serpa
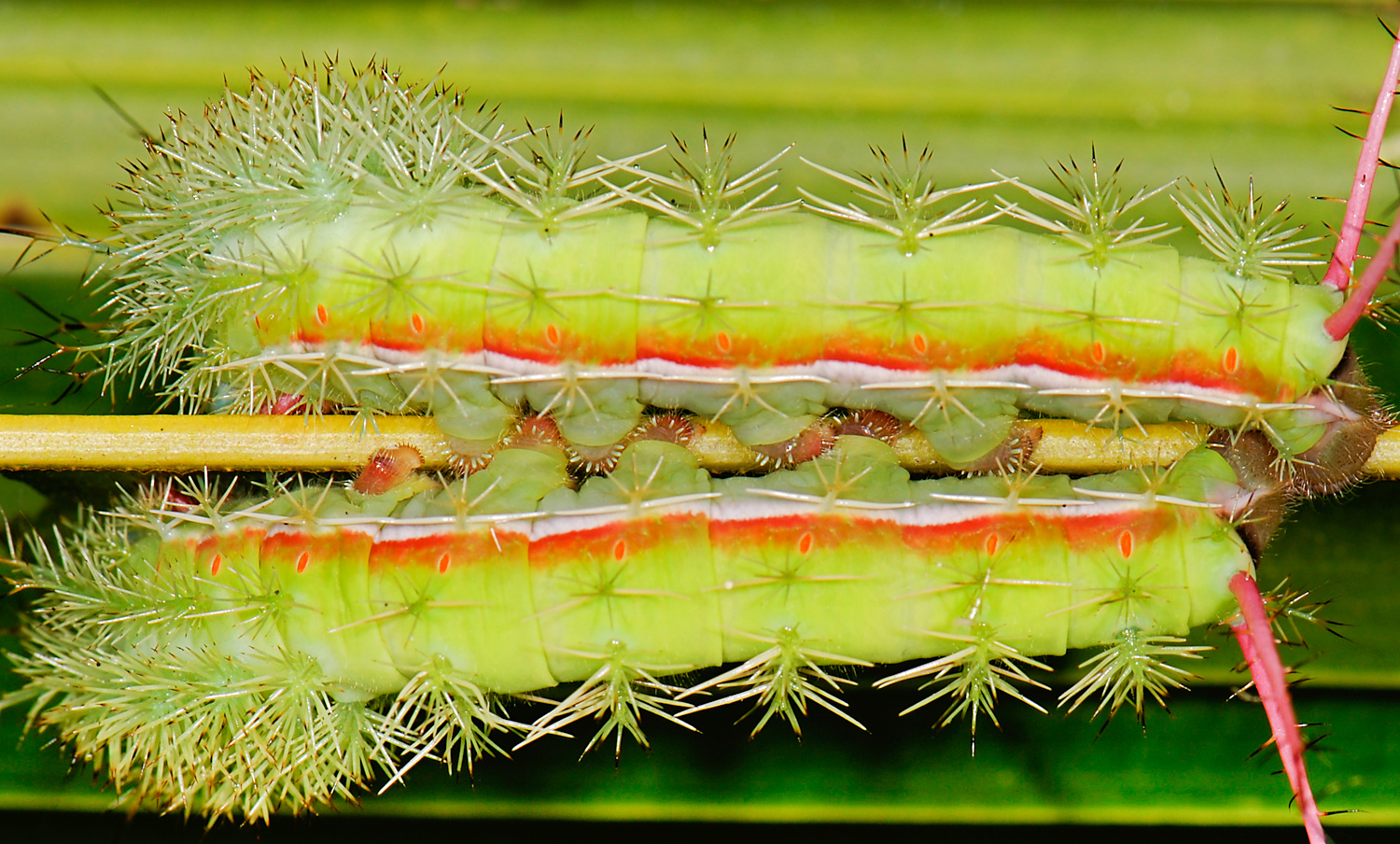
Housenky Periphoba arcaei

## Taxonomie
Rod Miconia je v rámci čeledi Melastomataceae řazen do podčeledi Melastomatoideae a tribu Miconieae.

## Význam

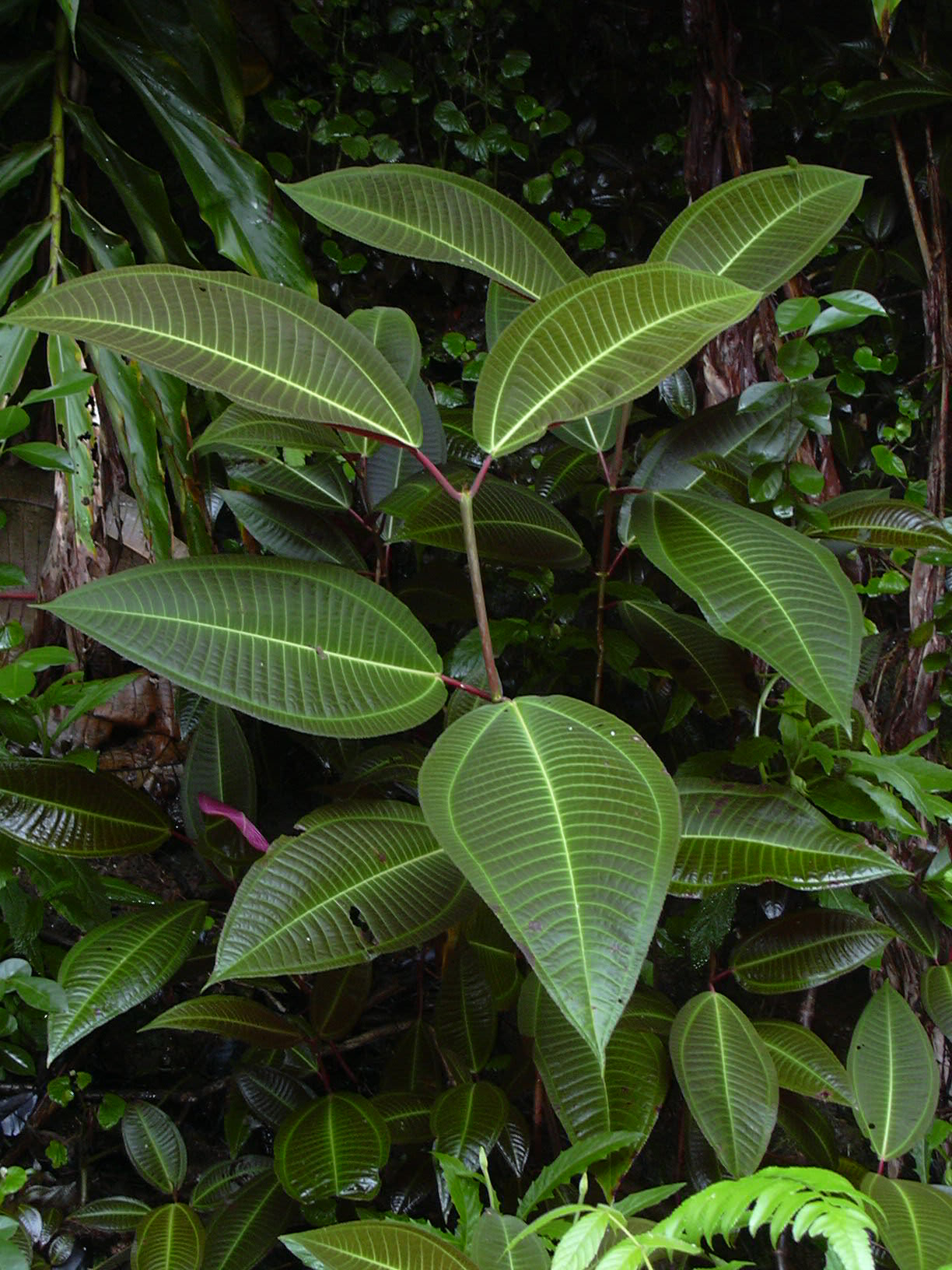
Širál Miconia calvescens

Šťavnaté plody mnohých druhů jsou jedlé. Chutné plody má např. Miconia ciliata, M. longifolia a M. racemosa.
Listy Miconia affinis jsou v Jižní Americe přikládány na čelo při bolestech hlavy. Miconia salicifolia se používá při léčení bakteriálních infekcí a zánětů, Miconia tomentosa proti průjmům, jako adstringens a antibakteriální prostředek.
Druh Miconia calvescens je v tropech pěstován pro atraktivní listy s purpurově zbarvenou spodní stranou jako okrasná rostlina. Je znám také pod starším názvem Miconia magnifica. V některých oblastech vlhkých tropů (např. v Tichomoří) se stal jednou z nejagresivnějších invazních rostlin, která je schopna pronikat i do přirozených lesních porostů a vytlačuje původní druhy z jejich podrostu. Rostlina rychle roste (až 1,5 metru za rok) a je neuvěřitelně plodná. Během jedné sezóny může vytvořit až několik miliónů semen.

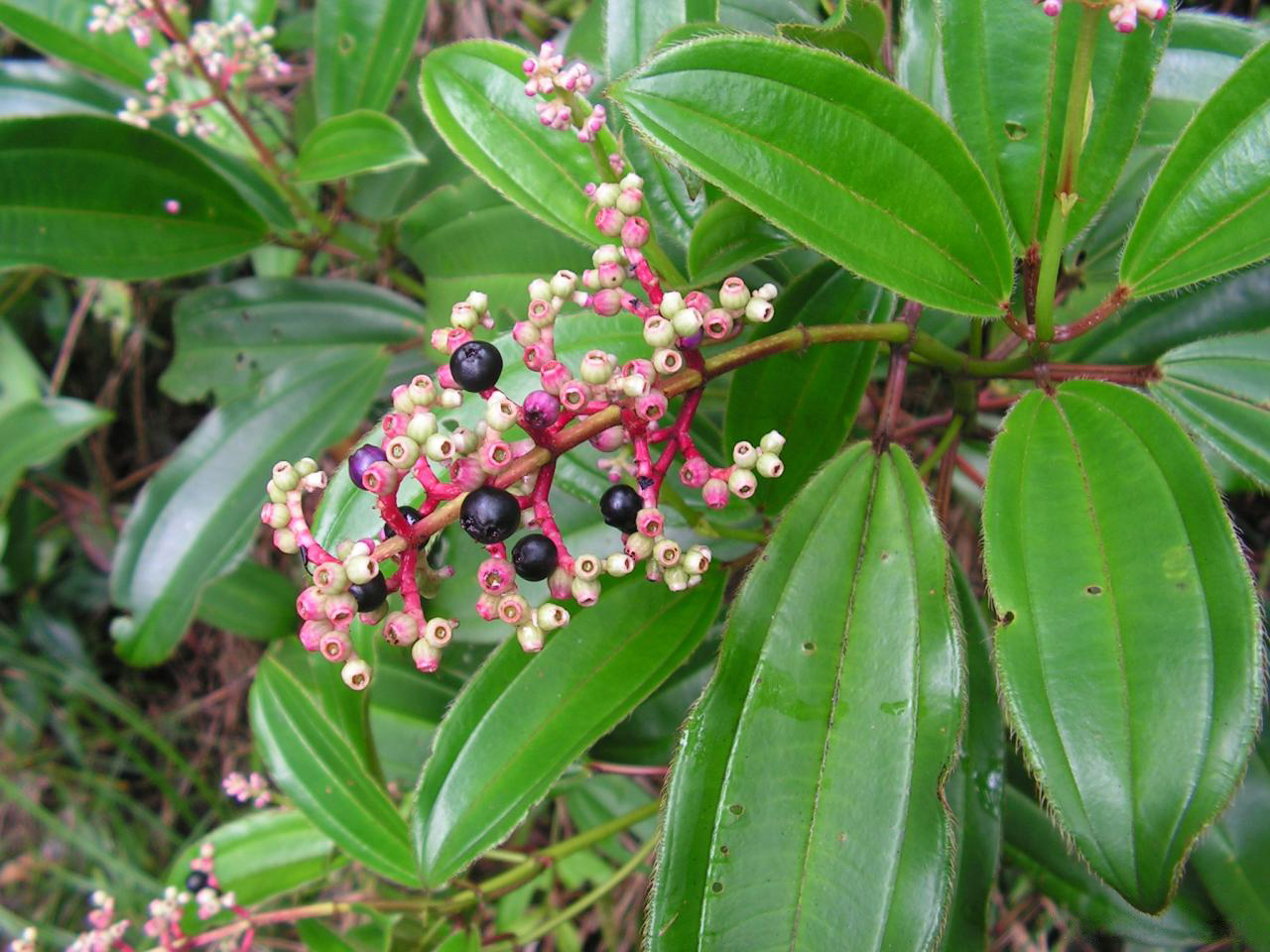
Miconia ciliata s plody